# Sommerrain
Der Sommerrain ist ein Stadtteil von Stuttgart im Stadtbezirk Bad Cannstatt. Er liegt im Nordosten des Stuttgarter Stadtgebiets an der Grenze zur Stadt Fellbach im Osten. Im Süden grenzt an den Sommerrain der Stadtteil Espan, im Norden Muckensturm, außerdem auch noch die Schmidener Vorstadt von Bad Cannstatt.

## Geschichte

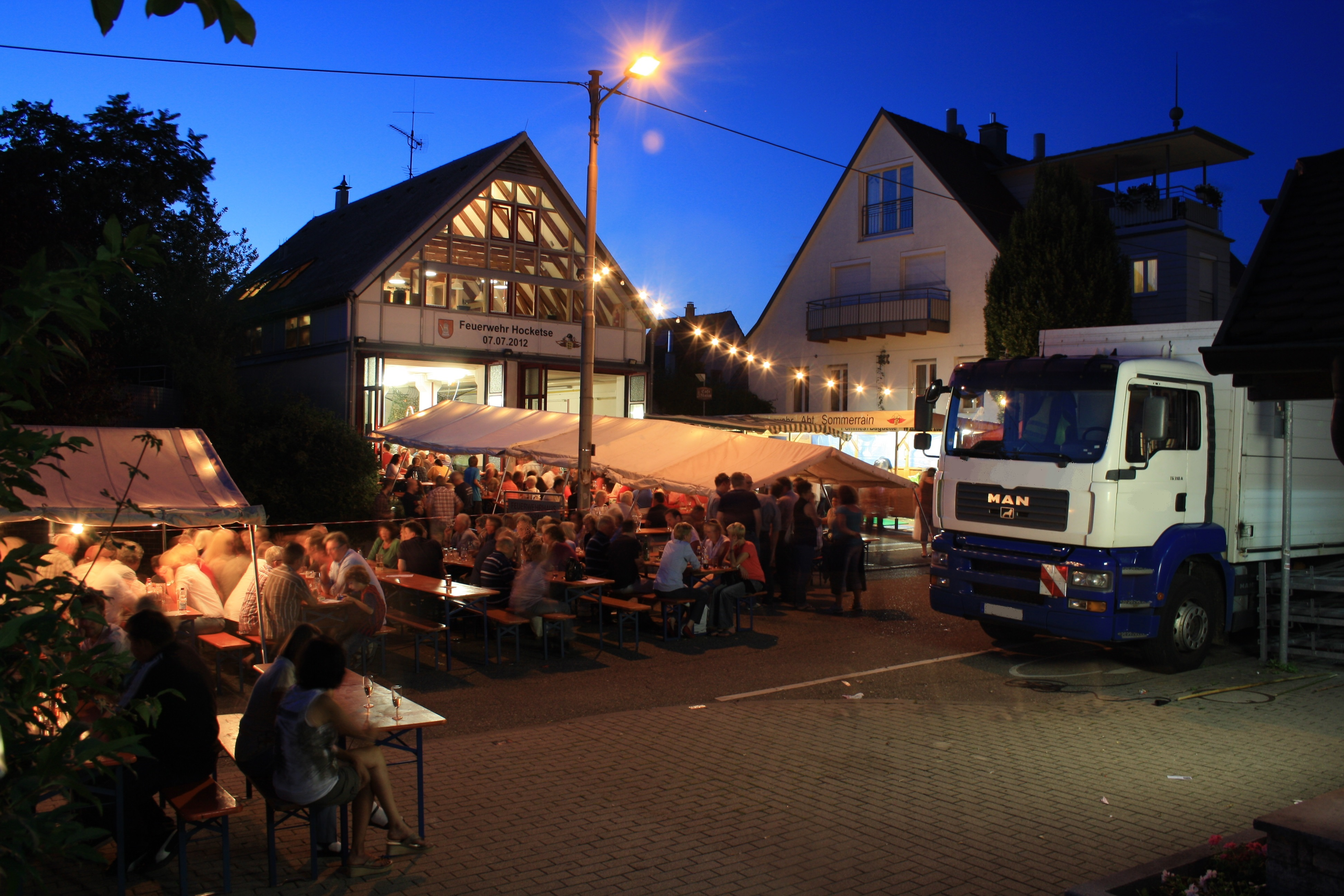
Feuerwehr-Hocketse im Jahr 2012

Erbaut wurde die ursprüngliche Siedlung Sommerrain von 1932 bis 1935. Ihren Namen erhielt sie nach einem alten Flurnamen.
Am 1. März 1935 wurde die Löschgruppe Sommerrain, heute die Freiwillige Feuerwehr Stuttgart Abteilung Sommerrain, von acht Mann gegründet.
Bei der Einteilung der Stadt Stuttgart in Stadtbezirke im Jahre 1956 wurde der Stadtteil Sommerrain zusammen mit den Stadtteilen Burgholzhof, Steinhaldenfeld und Bad Cannstatt zum Stadtbezirk Bad Cannstatt vereinigt.
Ende der 1970er-Jahre wurde begonnen, das Wohngebiet Auf der Gans zu bebauen. Heute noch sieht man den Unterschied zwischen Alt-Sommerrain und Auf der Gans: Während im ursprünglichen Teil der Siedlung immer noch vorrangig kleinere Einfamilienhäuser stehen, dominieren mehrstöckige Neubauten den Rand des Sommerrains.
Bei der Neugliederung der Stuttgarter Stadtteile zum 1. Januar 2001 wurde der Stadtteil Sommerrain nicht verändert. Ende 2000 hatte der Sommerrain insgesamt noch etwa 3300 Einwohner, Ende 2011 waren es nur noch knapp 3100 Bewohner.
Das größte Fest im Ort ist die jährlich Anfang Juli stattfindende Feuerwehr-Hocketse, bei der bis zu 1.000 Gäste gezählt werden.

## Nahverkehr

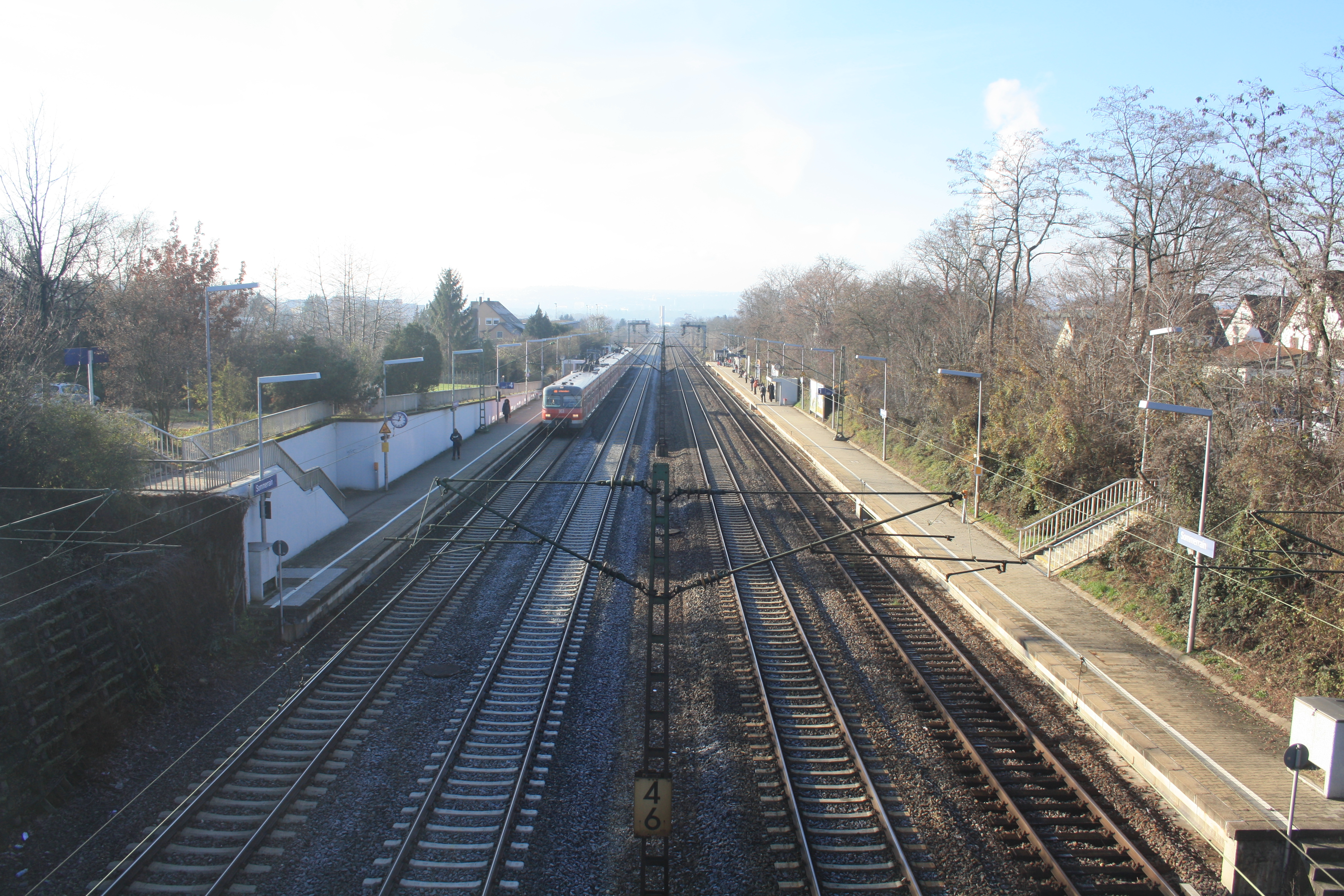
S-Bahn Haltepunkt. Am Gleis 1 (rechts) halten die S-Bahnen in Richtung Bad Cannstatt und Hauptbahnhof

Der Sommerrain verfügt über einen S-Bahn-Haltepunkt, der von den Linien S2 (Schorndorf–Hauptbahnhof–Filderstadt) und S3 (Backnang–Hauptbahnhof–Flughafen) bedient wird. Hier beginnen und enden auch die Buslinien 54 und 58. Die beiden Buslinien halten u. a. auch auf der westlichen Seite des Sommerrains an der Haltestelle Obere Ziegelei, an der Anschluss zu den Stadtbahnlinien U2 (Neugereut–Botnang) und U19 (Neugereut–Neckarpark) besteht.
Seitdem die Stadtbahnlinie U2 im Sommer 2005 nach Neugereut verlängert wurde, bedient die Buslinie 54 nur noch in der Hauptverkehrszeit den Sommerrain. Als Ersatz verkehrt die Linie 58 auch in den Neben- und Schwachverkehrszeiten bis zur Endhaltestelle an der S-Bahn Station. Des Weiteren befinden sich am nördlichen Ortsrand weitere Bushaltestellen der Linie 58, die weiter nach Fellbach-Schmiden verkehrt.

## Sehenswürdigkeiten

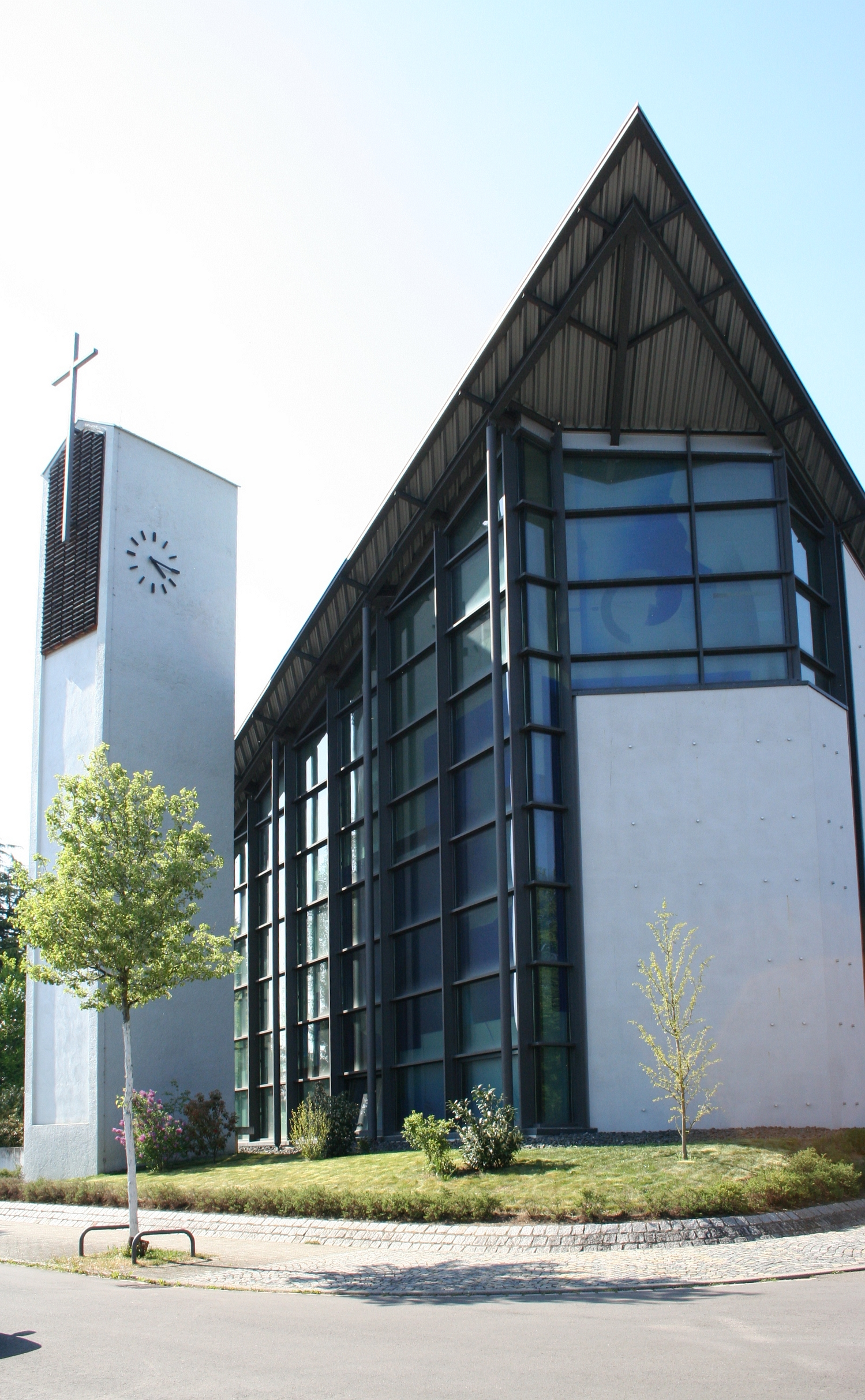
Heilig-Kreuz-Kirche

Der Stadtteil verfügt über zwei Kirchen, die evangelische Sommerrainkirche und die katholische Heilig-Kreuz-Kirche. Letztere wurde in den 1990er-Jahren neu erbaut und am 29. März 1998 geweiht. Konstruiert und geplant wurde sie vom Architekten Wolfgang Liese-Grässer unter Erhalt des alten Turmes, die Kunstverglasung wurde von Bernhard Huber vorgenommen. Den Altarraum gestaltete Rudolf Kurz.

## Bildungseinrichtungen
Im Stadtteil Sommerrain gibt es zwei Schulen: das katholische Albertus-Magnus-Gymnasium, dessen Schulträger die Stiftung Katholische Freie Schule der Diözese Rottenburg-Stuttgart ist, und die Sommerrainschule, eine städtische Grundschule.

## Sporteinrichtungen
Der Stadtteil verfügt über verschiedene Sporteinrichtungen. Der größte Sportverein ist der Kreisligist SV Grün-Weiss Sommerrain, der 1989 gegründet wurde und im Jahre 2000 einen eigenen Sportplatz im Bereich Espan erhielt. Mit rund 600 Mitgliedern, (davon etwa 50 % Kinder und Jugendliche) und Angeboten im Fußball und im Freizeitsport ist dies der führende Verein im Stadtteil. Ein großer Erfolg war der 1:0-Sieg über den Türk SC Stuttgart am 21. Juni 2009, was den Aufstieg in die Bezirksliga Stuttgart bedeutete. Der Verein stieg 2012 wieder in die Kreisliga ab.
Eine weitere Sporteinrichtung im Sommerrain stellt das Kolping Kegelheim dar. Auf den 2 Kegelbahnen kegeln nach eigenen Angaben ca. 43 verschiedene Kegelclubs.